# Aplinki
Aplinki – osada kociewska w Polsce położona w województwie pomorskim, w powiecie tczewskim, w gminie Gniew. Wieś jest częścią składową sołectwa Opalenie.
W latach 1975–1998 miejscowość administracyjnie należała do województwa gdańskiego.